# لابوگاما
لابوگاما (به لاتین: Labugama) یک منطقهٔ مسکونی در سری‌لانکا است که در استان غربی، سری‌لانکا واقع شده‌است.